# Mexborough
Mexborough est une ville britannique située dans le Yorkshire du Sud (Angleterre). Sa population est estimée à 15 244 habitants.